# Фарма (3. сезона)
Фарма 3 је трећа сезона српске ријалити-телевизијске емисије Фарма. Емитована је од 12. септембра до 30. децембра 2010. и трајала је 109 дана. Приказивали су је Пинк у Србији, Пинк БХ у Босни и Херцеговини, Пинк М у Црној Гори и Пинк плус у осталим државама. Водитељи треће сезоне били су Александра Јефтановић и Огњен Амиџић. Победница треће сезоне је Катарина Живковић, док је другопласирани Маријан Ристичевић.
Прати групу познатих личности које живе заједно двадесет и четири сата дневно на фарми, изолованој од спољашњег света (превасходно од масовних медија, као што су новине, телефони, телевизија и интернет), а све њихове кораке свакодневно прате видео-камере, без приватности. Сваке седмице такмичари, познати као „фармери”, пролазе кроз номинације и елиминације. Гледаоци затим одлучују ко од номинованих треба да напусти ријалити. Последњи преостали фармер постаје победник и осваја награду од 100.000 евра.

## Формат
У насељу Лисовић, на преко два хектара земље, изграђена је фарма заједно са помоћним објектима као што су: свињац, штала, сеник, радионица, башта, кокошињац и тор, смешта се двадесетак познатих личности које се за нешто дуже од три до четри месеца боре за награду од 100.00 или 50.000 евра, и на којем ће живети без струје, текуће воде, хранећи себе биљкама које ће сами и узгајати, и млеком и месом домаћих животиња о којима сами брину. Концепт је у свакој земљи веома сличан. Сваког понедељка бира се „газда” који води фарму и заводи ред и дисциплину, а који такође бира своје „слуге”.

## Фармери
- Снежана Јовановић Шикица, певачица
- Пеја (Зоран Пејић), телевизијски водитељ
- Ева Рас, глумица
- Маријан Ристичевић, политичар
- Наталија Трик Еф Икс, певачица и плесачица
- Екрем Јеврић, певач и Јутјуб звезда
- Боре (Борко Вујчић), репер
- Сања Радиновић, модел
- Баки Б3 (Андрија Ђогани), певач
- Злата Петровић, певачица
- Бане (Бранислав Јанковић), модел
- Бата (Братислав Здравковић), певач
- Зулуф (Стефан Глигоријевић), репер
- Јелена Стожинић, модел
- Јасмина Ана, писац
- Ирена Шучур, модел
- Слободан Батјаревић, певач и учесник Звезда Гранда 2007.
- Лимени (Никола Костић), музичар
- Ренато Хенц, певач и учесник Звезда Гранда 2007.
- Милан Парошки, политичар
- Каћа (Катарина Живковић), певачица и учесница Звезда Гранда 2007.
- Тина Ивановић, певачица
- Хасан Дудић, певач
- Сања Стојановић, певачица и учесница Звезда Гранда 2007.
- Александар Аца Илић, певач
- Боки 13 (Бојан Јовановски), певач и телевизијска личност
- Венди (Весна Вукелић), певачица, звезда гламура и ријалити играч
- Зорана Павић, певачица [2]
- Јована Пајић, певачица
- Чеда Чворак (Чедомир Чварачић), певач и композитор групе Луна (денс група)

## Историја гласања
| Газда (имунитет) | Милан          | Бане              | Пеја              | Маријан                 | Ева                       | Екрем                     | Венди                     | Стефан                    | Јелена                    | Јована                    | Каћа                      | Пеја                      | Бане                      | Маријан                   | Баки Б3                   | нико                      | нико                      | нико                      |                           |                           |                           |                     |                     |                     |                     |                     |                     |                     |                     |                     |                     |
| Слуге            | Зорана Баки Б3 | Сања С. Милан     | Злата Бане        | Јасмина Милан (избачен) | Јелена Бане               | Каћа Лимени               | Зорана Пеја               | Злата Екрем               | Зорана Пеја               | Венди Маријан             | Наталија Бата             | Каћа Стефан               | Јована Лимени             | Венди Екрем               | Ева Бане                  | нико                      | нико                      | нико                      |                           |                           |                           |                     |                     |                     |                     |                     |                     |                     |                     |                     |                     |
|                  |                |                   |                   |                         |                           |                           |                           |                           |                           |                           |                           |                           |                           |                           |                           |                           |                           |                           |                           |                           |                           |                     |                     |                     |                     |                     |                     |                     |                     |                     |                     |
| Каћа             | Зорана         | банована          | ??                | ??                      | Јелена                    | номинована                | избачена (42. дан)        | ??                        | Пеја                      | ??                        | Бата                      | номинована                | ??                        | ??                        | ??                        | 1. место (109. дан)       | 1. место (109. дан)       | 1. место (109. дан)       |                           |                           |                           |                     |                     |                     |                     |                     |                     |                     |                     |                     |                     |
| Маријан          | Зорана         | Милан             | ??                | ??                      | Јелена                    | Каћа                      | ??                        | ??                        | Пеја                      | номинован                 | Наталија                  | ??                        | ??                        | ??                        | Ева                       | 2. место (109. дан)       | 2. место (109. дан)       | 2. место (109. дан)       |                           |                           |                           |                     |                     |                     |                     |                     |                     |                     |                     |                     |                     |
| Екрем            | Баки Б3        | Сања С.           | ??                | ??                      | Јелена                    | Каћа                      | ??                        | номинован                 | Пеја                      | ??                        | Бата                      | ??                        | Јована                    | номинован                 | ??                        | 3. место (109. дан)       | 3. место (109. дан)       | 3. место (109. дан)       |                           |                           |                           |                     |                     |                     |                     |                     |                     |                     |                     |                     |                     |
| Зорана           | номинована     | Сања С.           | ??                | ??                      | Бане                      | Каћа                      | номинована                | ??                        | номинована                | ??                        | Наталија                  | ??                        | Лимени                    | ??                        | ??                        | 4. место (109. дан)       | 4. место (109. дан)       | 4. место (109. дан)       |                           |                           |                           |                     |                     |                     |                     |                     |                     |                     |                     |                     |                     |
| Јована           | баки Б3        | Милан             | ??                | ??                      | Бане                      | Каћа                      | ??                        | ??                        | Зорана                    | ??                        | Наталија                  | ??                        | номинована                | ??                        | ??                        | 5. место (109. дан)       | 5. место (109. дан)       | 5. место (109. дан)       |                           |                           |                           |                     |                     |                     |                     |                     |                     |                     |                     |                     |                     |
| Бане             | Зорана         | Милан             | номинован         | ??                      | номинован                 | Лимени                    | ??                        | ??                        | Пеја                      | ??                        | Бата                      | ??                        | Лимени                    | ??                        | номинован                 | 6. место (109. место)     | 6. место (109. место)     | 6. место (109. место)     |                           |                           |                           |                     |                     |                     |                     |                     |                     |                     |                     |                     |                     |
| Венди            | није била      | није била         | није била         | /                       | Бане                      | Лимени                    | Зорана                    | ??                        | Зорана                    | номинована                | Наталија                  | ??                        | Јована                    | номинована                | ??                        | избачена (108. дан)       | избачена (108. дан)       | избачена (108. дан)       | избачена (108. дан)       | избачена (108. дан)       | избачена (108. дан)       | избачена (108. дан) | избачена (108. дан) | избачена (108. дан) | избачена (108. дан) | избачена (108. дан) | избачена (108. дан) | избачена (108. дан) | избачена (108. дан) | избачена (108. дан) | избачена (108. дан) |
| Бата             | Зорана         | Сања С.           | ??                | ??                      | Јелена                    | Каћа                      | ??                        | ??                        | Пеја                      | ??                        | номинован                 | ??                        | ??                        | ??                        | ??                        | избачен (108. дан)        | избачен (108. дан)        | избачен (108. дан)        | избачен (108. дан)        | избачен (108. дан)        | избачен (108. дан)        | избачен (108. дан)  | избачен (108. дан)  | избачен (108. дан)  | избачен (108. дан)  | избачен (108. дан)  | избачен (108. дан)  | избачен (108. дан)  | избачен (108. дан)  | избачен (108. дан)  | избачен (108. дан)  |
| Пеја             | Зорана         | Милан             | ??                | ??                      | Бане                      | Каћа                      | номинован                 | ??                        | номинован                 | ??                        | Бата                      | ??                        | Јована                    | ??                        | Бане                      | избачен (107. дан)        | избачен (107. дан)        | избачен (107. дан)        | избачен (107. дан)        | избачен (107. дан)        | избачен (107. дан)        | избачен (107. дан)  | избачен (107. дан)  | избачен (107. дан)  | избачен (107. дан)  | избачен (107. дан)  | избачен (107. дан)  | избачен (107. дан)  | избачен (107. дан)  | избачен (107. дан)  | избачен (107. дан)  |
| Баки Б3          | номинован      | Милан             | ??                | ??                      | Бане                      | Каћа                      | ??                        | ??                        | Пеја                      | ??                        | Бата                      | ??                        | Јована                    | ??                        | ??                        | избачен (107. дан)        | избачен (107. дан)        | избачен (107. дан)        | избачен (107. дан)        | избачен (107. дан)        | избачен (107. дан)        | избачен (107. дан)  | избачен (107. дан)  | избачен (107. дан)  | избачен (107. дан)  | избачен (107. дан)  | избачен (107. дан)  | избачен (107. дан)  | избачен (107. дан)  | избачен (107. дан)  | избачен (107. дан)  |
| Јасмина          | Баки Б3        | Сања С.           | ??                | номинована              | Бане                      | Лимени                    | ??                        | ??                        | Пеја                      | ??                        | Наталија                  | ??                        | ??                        | ??                        | ??                        | избачена (106. дан)       | избачена (106. дан)       | избачена (106. дан)       | избачена (106. дан)       | избачена (106. дан)       | избачена (106. дан)       | избачена (106. дан) | избачена (106. дан) | избачена (106. дан) | избачена (106. дан) | избачена (106. дан) | избачена (106. дан) | избачена (106. дан) | избачена (106. дан) | избачена (106. дан) | избачена (106. дан) |
| Лимени           | Баки Б3        | Сања С.           | ??                | ??                      | Јелена                    | номинован                 | ??                        | ??                        | Зорана                    | ??                        | Наталија                  | Аки                       | номинован                 | ??                        | ??                        | избачен (106. дан)        | избачен (106. дан)        | избачен (106. дан)        | избачен (106. дан)        | избачен (106. дан)        | избачен (106. дан)        | избачен (106. дан)  | избачен (106. дан)  | избачен (106. дан)  | избачен (106. дан)  | избачен (106. дан)  | избачен (106. дан)  | избачен (106. дан)  | избачен (106. дан)  | избачен (106. дан)  | избачен (106. дан)  |
| Ева              | Зорана         | Сања С.           | ??                | ??                      | Бане                      | Лимени                    | ??                        | ??                        | Пеја                      | ??                        | Бата                      | ??                        | Лимени                    | ??                        | номинована                | избачена (105. дан)       | избачена (105. дан)       | избачена (105. дан)       | избачена (105. дан)       | избачена (105. дан)       | избачена (105. дан)       | избачена (105. дан) | избачена (105. дан) | избачена (105. дан) | избачена (105. дан) | избачена (105. дан) | избачена (105. дан) | избачена (105. дан) | избачена (105. дан) | избачена (105. дан) | избачена (105. дан) |
| Наталија         | Зоран          | Милан             | ??                | ??                      | Бане                      | Каћа                      | ??                        | ??                        | Пеја                      | ??                        | номинована                | ??                        | Лимени                    | ??                        | избачена (98. дан)        | избачена (98. дан)        | избачена (98. дан)        | избачена (98. дан)        | избачена (98. дан)        | избачена (98. дан)        | избачена (98. дан)        | избачена (98. дан)  | избачена (98. дан)  | избачена (98. дан)  | избачена (98. дан)  | избачена (98. дан)  | избачена (98. дан)  | избачена (98. дан)  | избачена (98. дан)  | избачена (98. дан)  |                     |
| Аца              | Баки Б3        | Сања С.           | ??                | ??                      | Бане                      | Каћа                      | ??                        | ??                        | Зорана                    | ??                        | Наталија                  | ??                        | Јована                    | избачена (91. дан)        | избачена (91. дан)        | избачена (91. дан)        | избачена (91. дан)        | избачена (91. дан)        | избачена (91. дан)        | избачена (91. дан)        | избачена (91. дан)        | избачена (91. дан)  | избачена (91. дан)  | избачена (91. дан)  | избачена (91. дан)  | избачена (91. дан)  | избачена (91. дан)  | избачена (91. дан)  | избачена (91. дан)  |                     |                     |
| Боки 13          | није био       | није био          | није био          | није био                | није био                  | није био                  | није био                  | није био                  | Зорана                    | ??                        | Бата                      | ??                        | ??                        | изашао (91. дан)          | изашао (91. дан)          | изашао (91. дан)          | изашао (91. дан)          | изашао (91. дан)          | изашао (91. дан)          | изашао (91. дан)          | изашао (91. дан)          | изашао (91. дан)    | изашао (91. дан)    | изашао (91. дан)    | изашао (91. дан)    | изашао (91. дан)    | изашао (91. дан)    |                     |                     |                     |                     |
| Стефан           | није био       | није био          | није био          | није био                | није био                  | није био                  | /                         | ??                        | Пеја                      | ??                        | Бата                      | номинован                 | избачен (85. дан)         | избачен (85. дан)         | избачен (85. дан)         | избачен (85. дан)         | избачен (85. дан)         | избачен (85. дан)         | избачен (85. дан)         | избачен (85. дан)         | избачен (85. дан)         | избачен (85. дан)   | избачен (85. дан)   | избачен (85. дан)   | избачен (85. дан)   | избачен (85. дан)   | избачен (85. дан)   | избачен (85. дан)   |                     |                     |                     |
| Јелена           | Баки Б3        | Милан             | ??                | ??                      | номинована                | Каћа                      | ??                        | ??                        | Пеја                      | ??                        | Бата                      | ??                        | избачена (84. дан)        | избачена (84. дан)        | избачена (84. дан)        | избачена (84. дан)        | избачена (84. дан)        | избачена (84. дан)        | избачена (84. дан)        | избачена (84. дан)        | избачена (84. дан)        | избачена (84. дан)  | избачена (84. дан)  | избачена (84. дан)  | избачена (84. дан)  | избачена (84. дан)  | избачена (84. дан)  | избачена (84. дан)  |                     |                     |                     |
| Злата            | Зорана         | Милан             | номинована        | ??                      | Јелена                    | Каћа                      | ??                        | номинована                | Зорана                    | ??                        | Наталија                  | избачен (77. дан)         | избачен (77. дан)         | избачен (77. дан)         | избачен (77. дан)         | избачен (77. дан)         | избачен (77. дан)         | избачен (77. дан)         | избачен (77. дан)         | избачен (77. дан)         | избачен (77. дан)         | избачен (77. дан)   | избачен (77. дан)   | избачен (77. дан)   | избачен (77. дан)   | избачен (77. дан)   | избачен (77. дан)   |                     |                     |                     |                     |
| Цобе             | Зорана         | Милан             | ??                | ??                      | Јелена                    | Лимени                    | ??                        | ??                        | Пеја                      | ??                        | избачен (70. дан)         | избачен (70. дан)         | избачен (70. дан)         | избачен (70. дан)         | избачен (70. дан)         | избачен (70. дан)         | избачен (70. дан)         | избачен (70. дан)         | избачен (70. дан)         | избачен (70. дан)         | избачен (70. дан)         | избачен (70. дан)   | избачен (70. дан)   | избачен (70. дан)   | избачен (70. дан)   | избачен (70. дан)   |                     |                     |                     |                     |                     |
| Сања С.          | Зорана         | номинована        | ??                | ??                      | Бане                      | Каћа                      | ??                        | ??                        | Пеја                      | избачена (63. дан)        | избачена (63. дан)        | избачена (63. дан)        | избачена (63. дан)        | избачена (63. дан)        | избачена (63. дан)        | избачена (63. дан)        | избачена (63. дан)        | избачена (63. дан)        | избачена (63. дан)        | избачена (63. дан)        | избачена (63. дан)        | избачена (63. дан)  | избачена (63. дан)  | избачена (63. дан)  | избачена (63. дан)  |                     |                     |                     |                     |                     |                     |
| Ирена            | није била      | није била         | није била         | није била               | није била                 | није била                 | /                         | ??                        | избачена (56. дан)        | избачена (56. дан)        | избачена (56. дан)        | избачена (56. дан)        | избачена (56. дан)        | избачена (56. дан)        | избачена (56. дан)        | избачена (56. дан)        | избачена (56. дан)        | избачена (56. дан)        | избачена (56. дан)        | избачена (56. дан)        | избачена (56. дан)        | избачена (56. дан)  | избачена (56. дан)  | избачена (56. дан)  |                     |                     |                     |                     |                     |                     |                     |
| Борко            | није био       | није био          | није био          | није био                | није био                  | није био                  | /                         | избачен (49. дан)         | избачен (49. дан)         | избачен (49. дан)         | избачен (49. дан)         | избачен (49. дан)         | избачен (49. дан)         | избачен (49. дан)         | избачен (49. дан)         | избачен (49. дан)         | избачен (49. дан)         | избачен (49. дан)         | избачен (49. дан)         | избачен (49. дан)         | избачен (49. дан)         | избачен (49. дан)   | избачен (49. дан)   |                     |                     |                     |                     |                     |                     |                     |                     |
| Тина             | Баки Б3        | Милан             | ??                | ??                      | Бане                      | изашла (35. дан)          | изашла (35. дан)          | изашла (35. дан)          | изашла (35. дан)          | изашла (35. дан)          | изашла (35. дан)          | изашла (35. дан)          | изашла (35. дан)          | изашла (35. дан)          | изашла (35. дан)          | изашла (35. дан)          | изашла (35. дан)          | изашла (35. дан)          | изашла (35. дан)          |                           |                           |                     |                     |                     |                     |                     |                     |                     |                     |                     |                     |
| Чеда             | није био       | није био          | није био          | /                       | Јелена                    | избачен (35. дан)         | избачен (35. дан)         | избачен (35. дан)         | избачен (35. дан)         | избачен (35. дан)         | избачен (35. дан)         | избачен (35. дан)         | избачен (35. дан)         | избачен (35. дан)         | избачен (35. дан)         | избачен (35. дан)         | избачен (35. дан)         | избачен (35. дан)         | избачен (35. дан)         | избачен (35. дан)         | избачен (35. дан)         |                     |                     |                     |                     |                     |                     |                     |                     |                     |                     |
| Ренато           | Баки Б3        | Милан             | ??                | ??                      | избачен (28. дан)         | избачен (28. дан)         | избачен (28. дан)         | избачен (28. дан)         | избачен (28. дан)         | избачен (28. дан)         | избачен (28. дан)         | избачен (28. дан)         | избачен (28. дан)         | избачен (28. дан)         | избачен (28. дан)         | избачен (28. дан)         | избачен (28. дан)         | избачен (28. дан)         |                           |                           |                           |                     |                     |                     |                     |                     |                     |                     |                     |                     |                     |
| Милан            | Баки Б3        | номинован         | ??                | номинован               | дисквалификован (23. дан) | дисквалификован (23. дан) | дисквалификован (23. дан) | дисквалификован (23. дан) | дисквалификован (23. дан) | дисквалификован (23. дан) | дисквалификован (23. дан) | дисквалификован (23. дан) | дисквалификован (23. дан) | дисквалификован (23. дан) | дисквалификован (23. дан) | дисквалификован (23. дан) | дисквалификован (23. дан) | дисквалификован (23. дан) | дисквалификован (23. дан) | дисквалификован (23. дан) | дисквалификован (23. дан) |                     |                     |                     |                     |                     |                     |                     |                     |                     |                     |
| Хасан            | Зорана         | Милан             | ??                | избачен (21. дан)       | избачен (21. дан)         | избачен (21. дан)         | избачен (21. дан)         | избачен (21. дан)         | избачен (21. дан)         | избачен (21. дан)         | избачен (21. дан)         | избачен (21. дан)         | избачен (21. дан)         | избачен (21. дан)         | избачен (21. дан)         | избачен (21. дан)         | избачен (21. дан)         | избачен (21. дан)         | избачен (21. дан)         |                           |                           |                     |                     |                     |                     |                     |                     |                     |                     |                     |                     |
| Шикица           | Баки Б3        | Сања С.           | избачен (14. дан) | избачен (14. дан)       | избачен (14. дан)         | избачен (14. дан)         | избачен (14. дан)         | избачен (14. дан)         | избачен (14. дан)         | избачен (14. дан)         | избачен (14. дан)         | избачен (14. дан)         | избачен (14. дан)         | избачен (14. дан)         | избачен (14. дан)         | избачен (14. дан)         | избачен (14. дан)         | избачен (14. дан)         | избачен (14. дан)         |                           |                           |                     |                     |                     |                     |                     |                     |                     |                     |                     |                     |
| Сања Р.          | Баки Б3        | избачена (7. дан) | избачена (7. дан) | избачена (7. дан)       | избачена (7. дан)         | избачена (7. дан)         | избачена (7. дан)         | избачена (7. дан)         | избачена (7. дан)         | избачена (7. дан)         | избачена (7. дан)         | избачена (7. дан)         | избачена (7. дан)         | избачена (7. дан)         | избачена (7. дан)         | избачена (7. дан)         | избачена (7. дан)         | избачена (7. дан)         |                           |                           |                           |                     |                     |                     |                     |                     |                     |                     |                     |                     |                     |